# Staffan Persson (företagare)
För professorn i ekonomisk informationshantering, se Staffan Persson
Karl Staffan Persson, född 8 maj 1956, är en svensk finansman.
Staffan Persson utbildade sig till civilekonom på Umeå universitet 1976–1979. Han har bland annat arbetat med corporate finance på Sundsvallsbanken 1981–1985 och på HSBC Investment Bank i Sverige 1993–1995. Han grundade Nordia Fondkommission 1986, som han 1989 sålde till Bohusbanken.
Han leder sedan 1989 sitt riskkapitalbolaget Swedia Capital AB, vilket bland annat investerade i utköp av datoråterförsäljaren Owell från svenska staten 1990, för att 1995 sälja det till WM-data. År 1996 grundade han den elektroniska aktiemäklaren NeoNet, tillsammans med Hans Karlsson (född 1950), som tidigare 1992 hade grundat IT-konsultföretaget HiQ.
Från mitten av 1990-talet drev han och Peter Lindell först riskkapitalbolaget ITP och därefter Rite Ventures fram till 2011. De investerade bland annat tidigt i spelbolaget Unibet, vilket börsintroducerades 2004.
Swedia Capital investerar i både noterade och onoterade bolag, företrädesvis med teknikinslag. Portföljen består av trettiotalet bolag.
Han bedömdes 2016 vara en av de 27 svenskar som blivit miljardär genom investeringar inom internetrelaterad affärsverksamhet.